# Illa Maria
Illa Maria, Maria Island, amb el nom natiu de Toarra-Marra-Monah, és una illa muntanyosa, formada en realitat per dues illes, la menor es diu Ile du Nord, que pertany a Tasmània, està situada a l'orient de Tasmània. Tota l'illa és un Parc Nacional (Maria Island National Park). Té una superfície de 115,50 km², la qual inclou una zona marina de 18,78 km² situada a la costa nord-oest. En el seu punt més proper a Tasmània està a 13 km de l'illa principal. Aquesta illa va rebre el seu nom, el 1642, per part d'Abel Tasman per Maria van Diemen que era l'esposa d'Anthony van Diemen, el Governador General de Batavia. Aquesta illa era coneguda com a Maria's Isle al principi del segle xix.
El seu punt més alt és Mont Maria de 711 m.

Només està habitada pel personal del Parc Nacional.

## Flora i fauna
Hi ha boscos de diverses espècies d'eucaliptus. La fauna és la pròpia de Tasmània amb cangurs i altres marsupials. Entre els ocells són notables els lloros, alguns en perill d'extinció.
El novembre de 2012 s'hi introduí el diable de Tasmània amb exemplars lliures de tumors facials.